# 야율보속완
서요 승천태후 야율보속완(西遼 承天太后 耶律普速完, ? ~ 1177년)은 서요의 황태후로 덕종(德宗) 야율대석과 감천태후(感天太后) 소탑불연의 딸이자 인종(仁宗) 야율이열의 여동생이다. 1163년부터 1177년까지 14년간 수렴청정을 하였다.

## 생애
1150년 어머니 감천태후가 건강이 나빠져 수렴청정을 끝내자 오라버니인 야율이열을 보좌했다. 그녀는 어렸지만 총명했던데다 야율이열은 정치에 별로 관심이 없었기에, 그녀가 정치에 참여하는 비중이 컸다.
1163년 야율이열이 죽자 조카인 야율직로고가 어렸기에 그녀가 수렴청정을 했으며 연호를 숭복이라 했다.
1177년 야율직로고가 이미 20살이 넘었음에도 그녀는 계속 실권을 쥐었고 시동생 소박고지사리(蕭朴古只沙里)와 사통중이었으며 그 해 남편 소타로불(蕭朶魯不)을 참살했다. 그러자 시아버지인 소알리랄에 의해 반란이 일어나 살해당했다. 시호는 승천태후(承天太后)이다.